# Brescello
Brescello (Barsèl nel dialetto locale, Bersèl in dialetto reggiano) è un comune italiano di 5 584 abitanti della provincia di Reggio Emilia in Emilia-Romagna, nel pieno della bassa reggiana. È famoso per i film di don Camillo e Peppone ispirati ai racconti di Giovannino Guareschi e girati appunto a Brescello.

## Geografia fisica
Si trova nella pianura padana (bassa padana), sulla riva destra del Po, a 24 km a nord-ovest di Reggio Emilia. Confina a nord con il comune mantovano di Viadana, a est con Boretto e con Poviglio, a sud con Gattatico e a ovest con il comune parmense di Sorbolo Mezzani. Brescello  dista infatti circa 18 km da Parma. Il nucleo urbano è situato alla destra del torrente Enza che qui sfocia nel Po. Il territorio comunale, oltre che dal capoluogo, è formato dalle frazioni di Coenzo a Mane, Ghiarole, Lentigione, Sorbolo a Mane per un totale di 24 chilometri quadrati.

## Origini del nome
La cittadella esisteva come aggregato insediativo occupato dai Galli Cenomani, stanziati nella Lombardia con capitale a Brescia, dalla quale questo piccolo centro abitato al di qua del fiume Po deriva il nome.
Il toponimo Brixia viene ricondotto alla radice celtica *bric/*brig/*briga “altura, colle, sommità, rocca” o al nome della dea Brida.
Dopo la conquista Romana il nome divenne "Brixellum".

## Storia
Fondata dai Cenomani attorno al VII secolo a.C., Brescello fu, cinque secoli dopo, raggiunta dai Romani che la ribattezzarono Brixellum. Divenuta uno dei più importanti centri della pianura Padana, data la sua importante posizione strategica lungo il corso del Po, fu teatro, nel 69, del suicidio dell'imperatore Otone. Decaduta sul finire del IV secolo, tanto da essere definita da Sant'Ambrogio cadavere di città, nonostante tale decadenza Brescello venne proclamata sede vescovile nel 389; il primo vescovo fu San Genesio, il patrono del paese.

### Medioevo
Attorno al 584 Brescello, tenuta dai Bizantini guidati dal generale longobardo Droctulfo, venne assediata dalle truppe del re Autari. Gli assediati riuscirono a sfuggire al massacro con un'improvvisa sortita, ma la città venne rasa al suolo. In seguito venne di nuovo riconquistata dai Bizantini che distrussero quel che rimaneva. Furono poi anni di oblio, soggetta alle devastanti piene del Po, circondata da paludi malsane, Brescello venne conquistata dal Comune di Parma nel XII secolo. Nel 1247 venne saccheggiata dalle truppe di Re Enzo. Dal 1409 al 1422 soggiacque alla Repubblica di Venezia, e poi tornò sotto il controllo dei Visconti. Nel 1426 fu assediata sia via terra sia tramite il Po dai veneziani. Nel 1479, Ludovico il Moro signore di Milano, la cedette al duca di Ferrara Ercole I d'Este in cambio di Castelnuovo di Tortona. Incominciò così la lunga dominazione estense, durata fino al 1859.

### Età moderna
Su volontà del duca Alfonso II d'Este, nel 1555 Brescello venne fortificata con una munitissima cinta pentagona. L'importanza della piazzaforte era dovuta al fatto che essa era posta esattamente al confine tra alcuni dei più importanti stati del nord Italia, ossia il Ducato di Ferrara, il Ducato di Parma e Piacenza e il Ducato di Mantova. Nel 1702 venne saccheggiata dalle truppe franco-spagnole nel corso della guerra di successione spagnola. L'anno successivo le possenti fortificazioni vennero smantellate. Nel 1847, con la firma del trattato di Firenze alcune frazioni del Ducato di Parma e Piacenza, poste sulla sponda destra dell'Enza, come Coenzo a Mane, San Giorgio e Sorbolo a Mane, passarono al Ducato di Modena e Reggio, di cui Brescello faceva parte.

### Età contemporanea
Nel 1951 Brescello subì la pesante alluvione del Po che, in seguito, distrusse il Polesine.

### Presenza della 'Ndrangheta calabrese e scioglimento per mafia
Su richiesta della Direzione distrettuale antimafia di Bologna e per ordine del presidente del Tribunale del capoluogo reggiano, l'8 novembre 2013, nell'ambito dell'indagine "Edilpiovra", i Carabinieri hanno eseguito una vasta operazione che ha portato al sequestro di svariati beni per un valore di tre milioni di euro, beni appartenenti o riconducibili proprio a Francesco Grande Aracri, fratello del boss Nicolino Grande Aracri soprannominato “Mano di gomma”. In particolare sono stati sottoposti a sequestro: 16 conti correnti, depositi bancari, due società del settore edile, sei appartamenti, nove immobili commerciali, due veicoli e un terreno. Francesco Grande Aracri arriva in provincia di Reggio Emilia dopo i primi insediamenti malavitosi, incominciati con Dragone nel 1982 in soggiorno obbligato, ufficialmente bidello. Negli anni novanta vengono uccisi Antonio Simbari (imprenditore edilizia cutrese, residente nel mantovano) sia Raffaele Dragone (il figlio del boss). I giornali locali negli ultimi anni riportano il bollettino quotidiano delle faide, dei sequestri di beni, degli arresti e degli omicidi della 'Ndrangheta in Emilia. Il 20 aprile 2016 il consiglio dei ministri ha deliberato lo scioglimento del consiglio comunale per infiltrazioni mafiose, divenendo così il primo comune dell'Emilia-Romagna a essere sciolto per motivi di mafia.

### Simboli
È rappresentata la possente rocca di frontiera sul Po, eretta dagli Estensi, che fu una delle principali fortificazioni militari dello stato, distrutta poi all'inizio del Settecento.
Il gonfalone è un drappo partito di giallo e di azzurro.

## Monumenti e luoghi d'interesse

### Architetture religiose

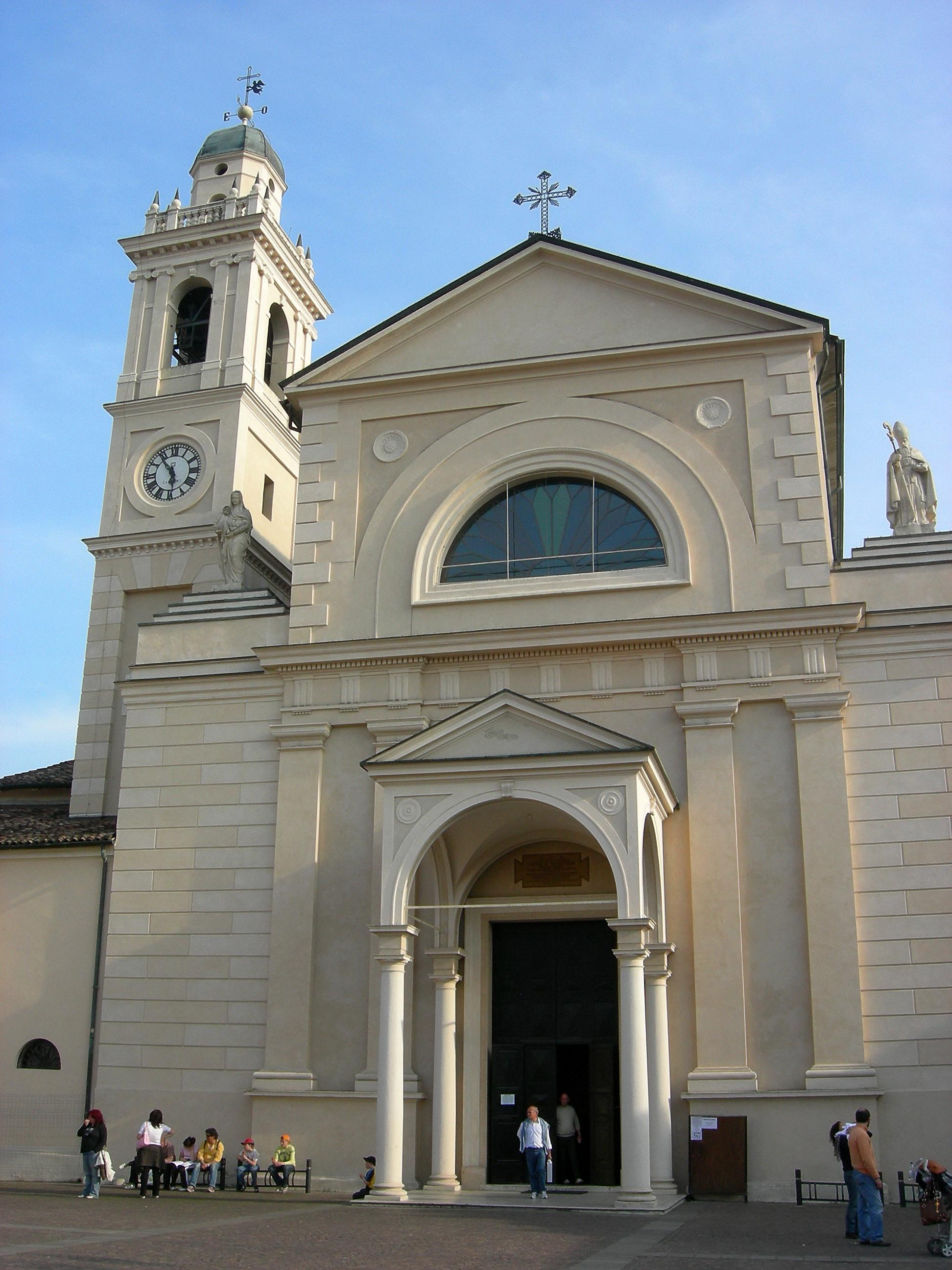
La celebre chiesa di Santa Maria Nascente

- Chiesa di Santa Maria Nascente, ricostruita tra il 1829 e il 1837 al posto dell'antica chiesa medioevale, già cattedrale della diocesi di Brescello.
- L'ex monastero di San Benedetto fu costruito nel XV secolo per le monache di clausura dell'ordine di San Benedetto che rimasero lì sino all'avvento della Repubblica Cisalpina. Oggi, completamente ristrutturato, è adibito a Centro Culturale, ospita il Museo Peppone e Don Camillo, il Museo archeologico, la Biblioteca, la Ludoteca, le Sale civiche "Prampolini" e "Zatti", la Sala del Consiglio comunale, il Centro Auser e la Polizia Municipale.
- Chiesa della Concezione o di Santa Maria degli Angeli, in via Roma.
- Oratorio di Sant'Anna.

### Altro
- Monumento a Ercole Benefattore, copia di quello costruito da Jacopo Sansovino per volere del duca Ercole II d'Este. L'originale è conservato all'interno del Museo archeologico.

## Società

### Evoluzione demografica
Abitanti censiti

### Etnie e minoranze straniere
Al 31 dicembre 2023 i residenti stranieri sono 739, pari al 13,32% della popolazione.

## Cultura

### Cucina
Specialità di Brescello è la spongata, un dolce natalizio che si presenta come una torta non lievitata ripiena di marmellata, pinoli, mandorle, noci, spezie, frutta candita e miele.

#### Bretzel
A Colmar, ancora oggi, infatti, si racconta che esso sia stato realizzato per la prima volta da un fornaio italiano nativo di Brescello, nella Bassa Reggiana, il quale trasferitosi in Alsazia dopo la Guerra dei trent'anni, volle onorare il proprio paese di origine attraverso questo pane. In dialetto, Brescello si tradurrebbe come Bresél e di qui il nome bretzel.

### Eventi
- Brescello Film festival. Nato nel 2003, il Festival, originariamente dedicato a documentari e opere che raccontano la provincia italiana (i luoghi, gli ambienti, le tradizioni, i valori e la cultura), nel 2019 è stato teatro di celebrazioni in memoria di Bernardo Bertolucci. L'evento è promosso dal Comune di Brescello, dalla Fondazione "Paese di Don Camillo e Peppone" per la cultura e il turismo, insieme all'Associazione Pro Loco, con il Patrocinio del Ministero degli Affari Esteri e del Ministero per i Beni e le Attività Culturali.[16]
- "Brixellum Romanorum". Vede il paese rivestirsi degli abiti e delle usanze degli antichi romani, fondatori dell'accampamento originario di Brixellum.

Per l'occasione sono organizzati, in collaborazione con l'Associazione Pro Loco e il Gruppo archeologico, conferenze e approfondimenti, momenti ludici per ragazzi, spettacoli in piazza e ricostruzioni dell'accampamento romano. Nei giorni della manifestazione alcuni brescellesi si vestono da antichi romani e partecipano alle sfilate dei centurioni e dell'imperatore curate da gruppi di rievocazione storica. I negozi del paese diventano tabernae romane e propongono prodotti agroalimentari dell'epoca.

### Cinema
Brescello è il paese dove vennero girati i film di Don Camillo. Oltre al museo dedicato ai protagonisti, si possono ammirare anche vari luoghi e oggetti che erano presenti nei film: ad esempio la chiesa o la piazza adiacente ad essa, in cui sono state collocate due statue in bronzo, ognuna nella metà della piazza che gli si addice, ritraenti Don Camillo e Peppone nell'atto di salutarsi vicendevolmente.
A Brescello si girarono cinque film della serie:
- Don Camillo (1952)
- Il ritorno di don Camillo (1953)
- Don Camillo e l'onorevole Peppone (1955)
- Don Camillo monsignore... ma non troppo (1961)
- Il compagno don Camillo (1965)

Il sesto film, che si sarebbe dovuto intitolare Don Camillo e i giovani d'oggi del 1970, non venne terminato a causa della malattia di Fernandel, che poi morì il 26 febbraio 1971 di tumore. Il film è stato poi realizzato nel 1972, con Gastone Moschin nella parte di Don Camillo e Lionel Stander in quella di Peppone, con riprese a San Secondo Parmense.
Nel film di Bernardo Bertolucci la Strategia del ragno del 1970, le scene ambientate nella stazione ferroviaria di Tara (luogo immaginario del parmense) furono girate presso la fermata di Brescello.

#### Museo Peppone e Don Camillo
I cimeli dei cinque film girati a Brescello sono custoditi nel Museo Peppone e Don Camillo. Oltre che le locandine e gli abiti scenici originali dei film, nel museo si trovano anche gli oggetti usati per le riprese: la moto, le biciclette, l'ufficio di Peppone. Per ricordare l'episodio nel film del 1955, nella piazza adiacente al museo è posizionato un carrarmato, ma quello originale utilizzato nel film è un M24 Chaffee.

## Infrastrutture e trasporti

### Strade
Brescello è attraversata dalla strada statale 62 della Cisa che gli permette il collegamento stradale con Boretto, a est, e con Sorbolo, a ovest.
Dall'abitato diparte la strada provinciale 1 che collega Brescello a Poviglio, dove si unisce alla Strada statale 358 di Castelnovo.

### Ferrovie

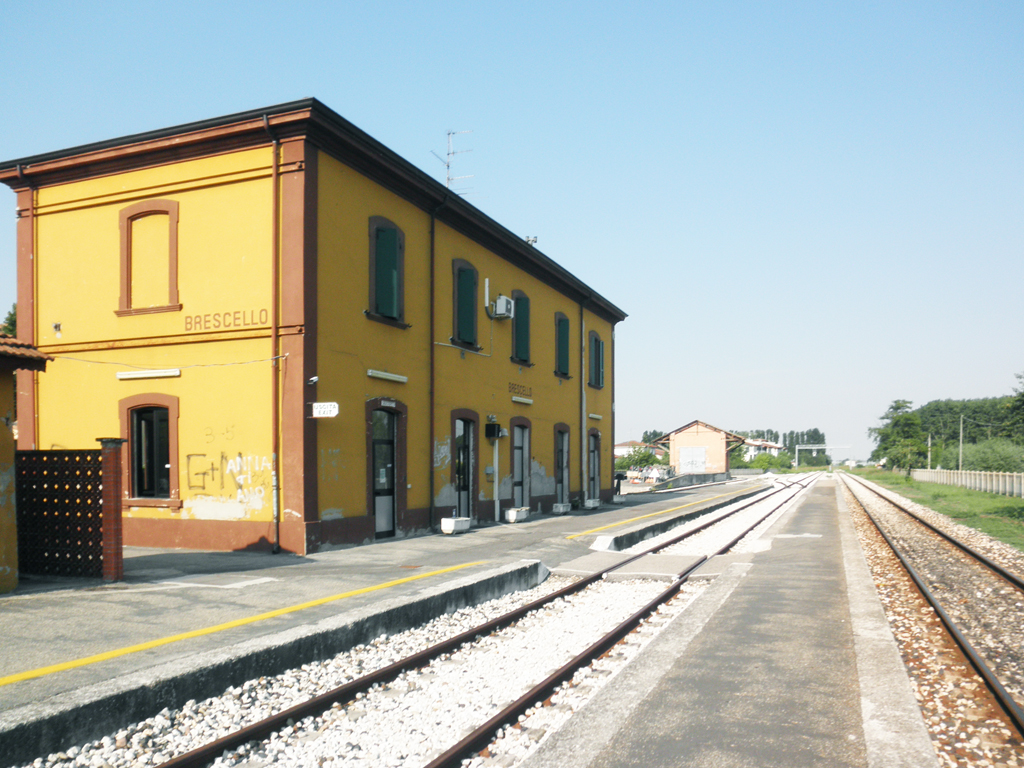
La stazione ferroviaria.

Brescello è dotata di una stazione ferroviaria lungo la linea locale Parma – Suzzara.
La stazione di Parma è la fermata ferroviaria più vicina lungo la linea Milano-Bologna.

## Amministrazione

Il gonfalone comunale

| Primo cittadino                                  | Partito                   | Partito                            | Mandato          | Mandato          | Elezione      |
| Primo cittadino                                  | Partito                   | Partito                            | Inizio           | Fine             | Elezione      |
| ------------------------------------------------ | ------------------------- | ---------------------------------- | ---------------- | ---------------- | ------------- |
| Innocente Arontaldi                              |                           | Partito Comunista Italiano         | 25 aprile 1945   | 18 marzo 1946    | CLN           |
| Innocente Arontaldi                              | 18 marzo 1946             | Partito Comunista Italiano         | 1947             | Elezioni 1946    |               |
| Leda Palazzi Bacchi                              |                           | Partito Comunista Italiano         | 1947             | Elezioni 1946    | 1951          |
| Afro Bettati                                     |                           | Partito Socialista Italiano        | 1951             | 1956             | Elezioni 1951 |
| Afro Bettati                                     | 1956                      | Partito Socialista Italiano        | 1960             | Elezioni 1956    |               |
| Afro Bettati                                     | 1960                      | Partito Socialista Italiano        | 1965             | Elezioni 1960    |               |
| Afro Bettati                                     | 1965                      | Partito Socialista Italiano        | 1º luglio 1970   | Elezioni 1965    |               |
| Volmer Bonini                                    |                           | Partito Comunista Italiano         | 1º luglio 1970   | 1975             | Elezioni 1970 |
| Volmer Bonini                                    | 1975                      | Partito Comunista Italiano         | 1980             | Elezioni 1975    |               |
| Volmer Bonini                                    | 1980                      | Partito Comunista Italiano         | 12 maggio 1985   | Elezioni 1980    |               |
| Ermes Coffrini                                   |                           | Partito Comunista Italiano         | 12 maggio 1985   | 1990             | Elezioni 1985 |
| Ermes Coffrini                                   |                           | Partito Democratico della Sinistra | 1990             | 24 aprile 1995   | Elezioni 1990 |
| Ermes Coffrini                                   | 24 aprile 1995            | Partito Democratico della Sinistra | 14 giugno 1999   | Elezioni 1995    |               |
| Ermes Coffrini                                   |                           | Democratici di Sinistra            | 14 giugno 1999   | 14 giugno 2004   | Elezioni 1999 |
| Giuseppe Vezzani                                 |                           | Democratici di Sinistra            | 14 giugno 2004   | 8 giugno 2009    | Elezioni 2004 |
| Giuseppe Vezzani                                 |                           | Partito Democratico                | 8 giugno 2009    | 26 maggio 2014   | Elezioni 2009 |
| Marcello Coffrini                                |                           | Partito Democratico                | 26 maggio 2014   | 20 febbraio 2016 | Elezioni 2014 |
| Michele Formiglio                                | Commissario straordinario | Commissario straordinario          | 23 febbraio 2016 | 20 aprile 2016   | -             |
| Michele Formiglio Antonio Oriolo Luciana Lucianò | Commissione straordinaria | Commissione straordinaria          | 20 aprile 2016   | 11 giugno 2018   | -             |
| Elena Benassi                                    |                           | lista civica di centro-sinistra    | 11 giugno 2018   | 15 maggio 2023   | Elezioni 2018 |
| Carlo Fiumicino                                  |                           | lista civica d'area PD             | 15 maggio 2023   | in carica        | Elezioni 2023 |

## Sport

### Calcio
La principale squadra di calcio della città è l'Unione Sportiva Brescello. Disputò, tra il 1995 e il 2001, ben sei campionati di Serie C1, sfiorando addirittura la Serie B nel 2000, ma perdendola all'ultimo minuto pareggiando per 1-1 nella storica finale dei play-off, giocata sul campo neutro di Verona (Stadio Bentegodi) contro il Cittadella. Gioca le sue partite interne allo stadio Morelli.
Altra squadra del Comune che attualmente ha avuto una certa rilevanza nel mondo calcistico è il Lentigione, in Serie D dal 2015-2016, di proprietà di Amadei (patron dell'azienda Immergas), già proprietario del glorioso Brescello degli anni Novanta. Il Lentigione disputa le sue partite nello stadio dell'omonima frazione del comune. Nel 2015, in occasione della partita Lentigione - Parma, la squadra è stata ospitata, per ragioni di spazio e sicurezza, all'interno dello stadio Morelli del capoluogo comunale.

### Tennis
Il Tennis Club Brescello è situato vicino al campo sportivo e allo stadio comunale, in via Alberici.
Sono presenti 3 campi da tennis, uno esterno in cemento e due interni in sintetico veloce. 
Il campo vecchio, in sintetico veloce, è crollato con l'abbondante nevicata del 2015.
È inoltre presente un campo da calcetto in erba sintetica, gestito dalla società del tennis club Brescello.
Lo storico presidente del club era Giuseppe Del Bon, il maestro FIT era Delfino Giroldini, il giudice arbitro del club era Giuseppe Sassi.
Il tennis club Brescello è stato chiuso il 31 dicembre 2020.
Riaperto nel 2023, presenta due campi in cemento: uno interno ed uno esterno.

## Galleria d'immagini

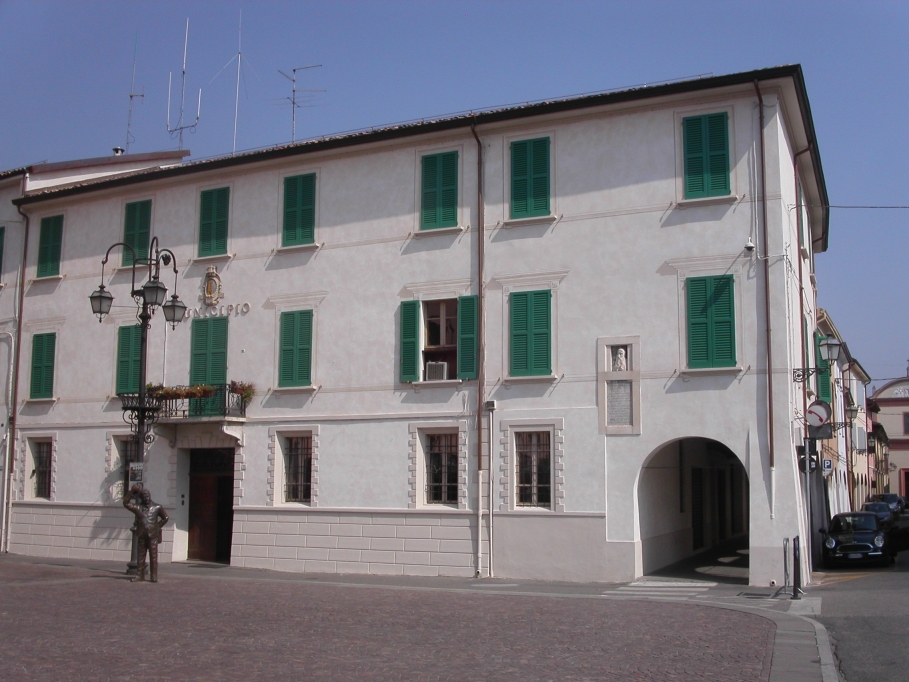
Brescello, Municipio
Brescello, Piazza
Brescello, Centro
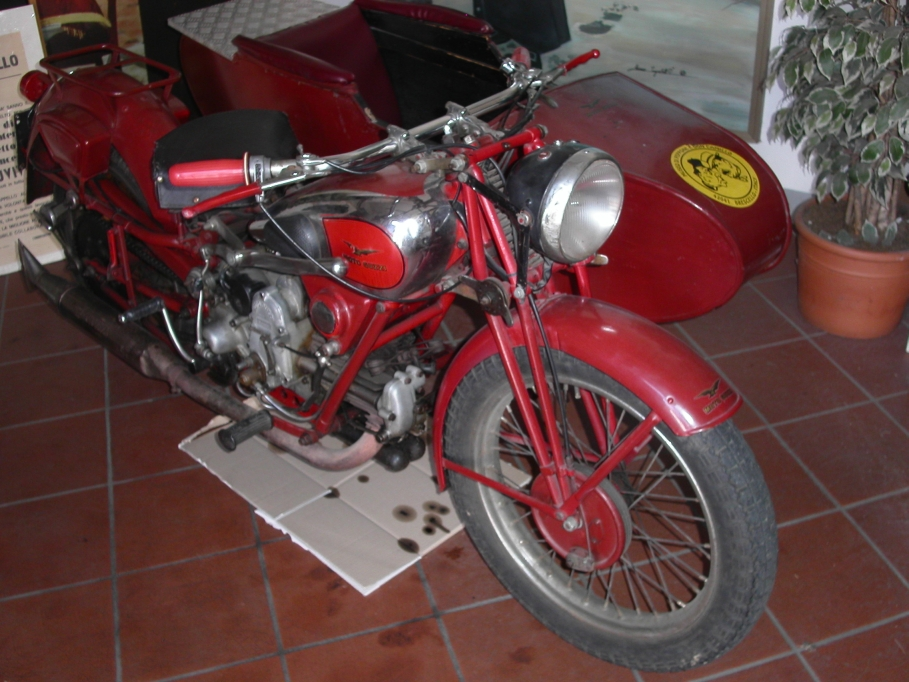
Guzzi 500 Sport 14 di Peppone usata nel film Don Camillo e l'onorevole Peppone (1955), oggi custodita nel Museo Peppone e Don Camillo.
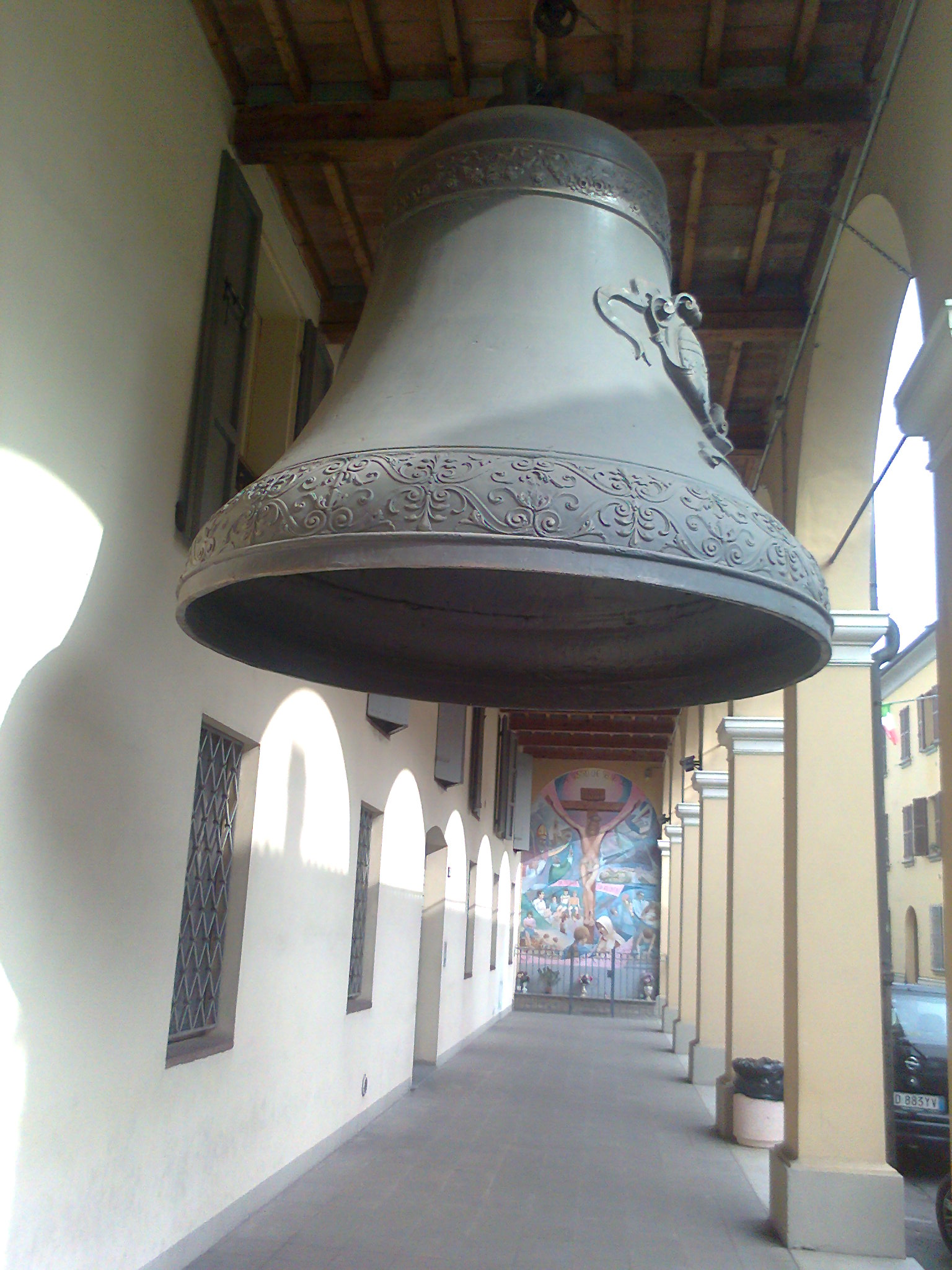
La campana del film Don Camillo monsignore... ma non troppo (1961), situata a Brescello sotto i portici di Via Giglioli.